# NGC 3480
NGC 3480 (NGC 3476) je eliptična galaktika u zviježđu Lavu. Naknadno je utvrđeno da je to ista galaktika kao i NGC 3476.

## Vanjske poveznice
- (eng.) SEDS: NGC 3480
- (eng.) Revidirani Novi opći katalog
- (eng.) Izvangalaktička baza podataka NASA-e i IPAC-a
- (eng.) Astronomska baza podataka SIMBAD
- (eng.) VizieR